# At the Heart of It All
At the Heart of It All è l'undicesimo album in studio del gruppo folk rock scozzese Capercaillie, pubblicato nel 2013.

## Tracce
1. S' Och A' Dhomhnaill Òig Ghaolaich
2. The Strathspey Set
3. Ailein Duinn Nach Till Thu An Taobh-Seo
4. The Jura Wedding Reels
5. At the Heart of It All
6. Abu Chuibhl'
7. The Marches
8. Nighean Dubh Nighean Donn
9. Fainne An Dochais
10. Cal's Jigs
11. Lament for John 'Garve' MacLeod of Raasay